# هوپو تیرول اینسبروک
هایپو ترول اینسبروک (انگلیسی: Hypo Tirol Innsbruck) تیم والیبال حرفه‌ای مستقر در اینسبروک، اتریش است. این تیم در بوندسلیگا و در لیگ قهرمانان والیبال اروپا بازی می‌کند.